# Cartografia d'Encèlad

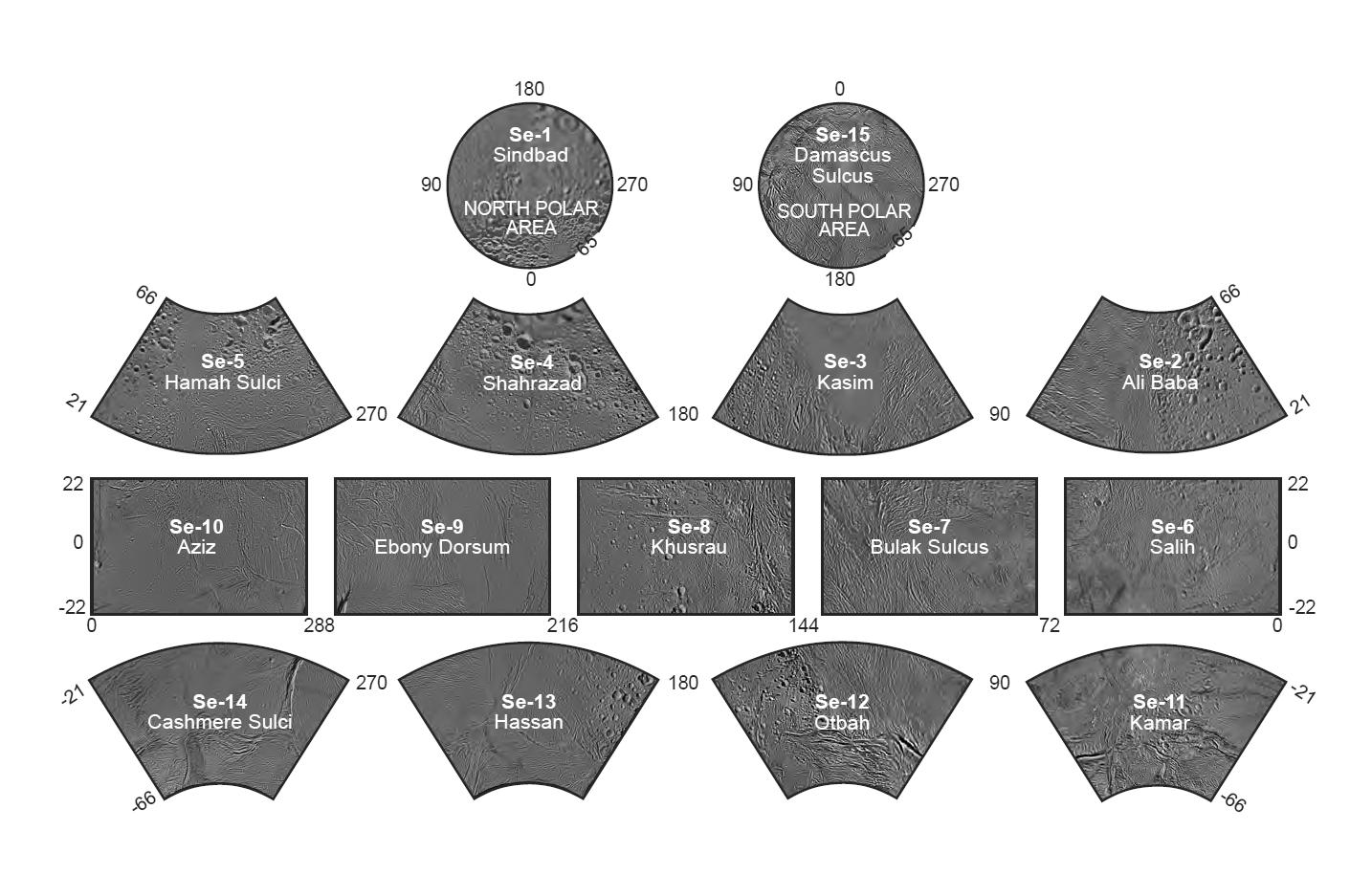
Els quadrangles d'Encèlad

Per la cartografia d'Encèlad, la Unió Astronòmica Internacional (UAI) ha dividit convencionalment la superfície d'Encèlad d'acord amb un reticulat, adaptat a una representació a escala 1 : 500.000, que defineix 15 quadrangles, designats de Se-01 a Se-15 (Se és l'acrònim de Saturn i Encèlad).
La cartografia és el resultat del processament de les imatges detallades d'Encèlad obtingudes durant els sobrevols propers fets per la sonda Cassini. Es va produir una primera versió en 2006 que va resultar incompleta perquè combinava imatges d'alta resolució amb altres de baixes, fins i tot inexactes pel fet que el cràter Salih, que defineix el primer meridià, encara no s'ha incorporat a les imatges d'alta resolució. Després del 2008, quan van estar disponibles les imatges del cràter Salih i les d'alta resolució, va ser possible corregir l'error que s'havia portat a un canvi de 3,5 ° i preparar la nova versió de la cartografia actualment en ús.
Als quadrangles s'han assignat un codi de tipus Se-n, on Se significa Saturn i Encèlad i n s'assigna seqüencialment al quadrangle dins del reticulat. La numeració dels quadrangles es porta a terme de nord a sud i d'est a oest. Els quadrangles circumpolars (Se-01 i Se-15) tenen de forma circular. A cada quadrangle se li ha assignat un nom pres d'un element topogràfic del relleu que es troba dins del quadrangle.
El radi mitjà utilitzat per a la projecció dels mapes d'Encèlad és de 252,1 km. Les mides dels quadrangles difereixen en el nombre de graus de longitud i latitud coberts. També, al llarg dels límits latitudinals dels quadrangles se superposen en 1 grau.
S'ha definit un total de cinc bandes de quadrangles: 
- La primera, que es troba a l'equador, s'estén entre els 22° S i 22° N, i es divideix en cinc quadrangles de 72° de longitud cadascun.
- La segona i la tercera part s'estenen entre els 21° N/S i 66° N/S, i es divideixen en quatre quadrangles de 90° de longitud cadascun. Per totes aquestes bandes s'adopta com un meridià convencional per a l'inici de la subdivisió del quadrangle en quin lloc de 0° E.
- Cadascuna de les altres bandes, que s'estenen a més de 65° N/S, consisteixen en un únic quadrangle circumpolar

## Esquema del conjunt
Relació entre tots els quadrangles amb la superfície d'Encèlad:
| Sindbad Ali Baba Kasim Shahrazad Hamah Sulci Salih Bulak Sulcus Khusrau Ebony Dorsum Aziz Kamar Otbah Hassan Cashmere Sulci Damascus Sulcus |

## Detall dels quadrangles
| Nom             | Codi  | Latitud       | Longitud      | Epònim           | Mapa actual |
| --------------- | ----- | ------------- | ------------- | ---------------- | ----------- |
| Sindbad         | Se-01 | 65º - 90° N   | 0° - 360° W   | Cràter Sindbad   | Se-01 PDF   |
| Ali Baba        | Se-02 | 21º - 66° N   | 0° - 90° W    | Cràter Ali Baba  | Se-02 PDF   |
| Kasim           | Se-03 | 21º - 66° N   | 90° - 180° W  | Cràter Kasim     | Se-03 PDF   |
| Shahrazad       | Se-04 | 21 - 66° N    | 180 - 270° W  | Cràter Shahrazad | Se-04 PDF   |
| Hamah Sulci     | Se-05 | 21º - 66° N   | 270° - 360° W | Hamah Sulci      | Se-05 PDF   |
| Salih           | Se-06 | 22° N - 22° S | 0° - 72° W    | Cràter Salih     | Se-06 PDF   |
| Bulak Sulcus    | Se-07 | 22° N - 22° S | 72 - 144° W   | Bulak Sulcus     | Se-07 PDF   |
| Khusrau         | Se-08 | 22° N - 22° S | 144º - 216° W | Cràter Khusrau   | Se-08 PDF   |
| Ebony Dorsum    | Se-09 | 22° N - 22° S | 216º - 288° W | Ebony Dorsum     | Se-09 PDF   |
| Aziz            | Se-10 | 22° N - 22° S | 288º - 360° W | Cràter Aziz      | Se-10 PDF   |
| Kamar           | Se-11 | 21º - 66° S   | 0° - 90° W    | Cràter Kamar     | Se-11 PDF   |
| Otbah           | Se-12 | 21º - 66° S   | 90° - 180° W  | Cràter Otbah     | Se-12 PDF   |
| Hassan          | Se-13 | 21º - 66° S   | 180° - 270° W | Cràter Hassan    | Se-13 PDF   |
| Cashmere Sulci  | Se-14 | 21º - 66° S   | 270° - 360° W | Cashmere Sulci   | Se-14 PDF   |
| Damascus Sulcus | Se-15 | 65º - 90° S   | 0° - 360° W   | Damascus Sulcus  | Se-15 PDF   |